# Kyrrhestike

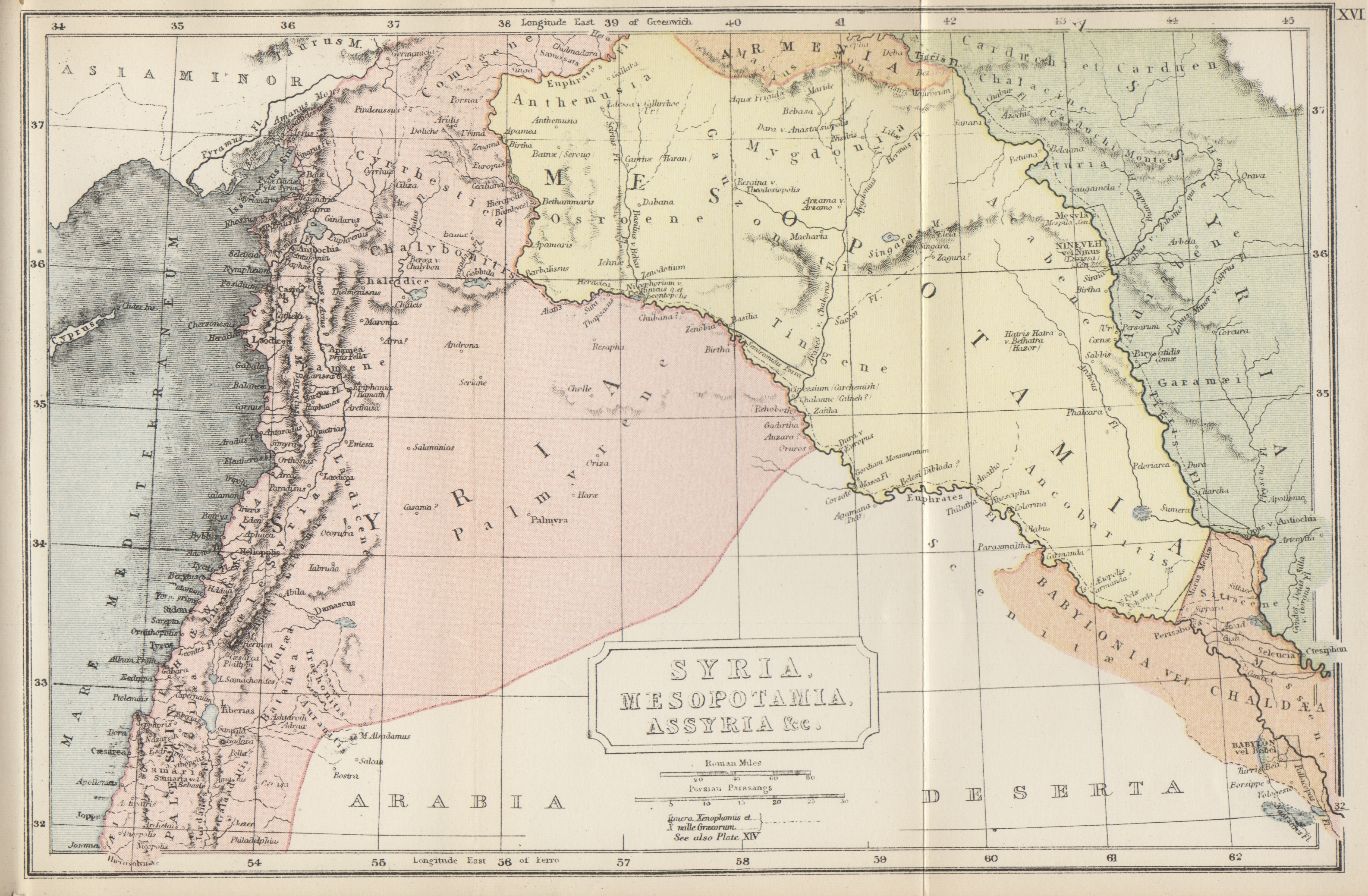
Karte Syriens und Mesopotamiens in der Antike von Samuel Butler. Die Cyrrestica ist nördlich Syriens und westlich Mesopotamiens verzeichnet.

Die Kyrrhestike (altgriechisch Κυρρηστική Kyrrhestiké) war eine historische Landschaft in der Antike, die Bereiche im Norden des heutigen Syriens und der südöstlichen Türkei umfasste. Der namensgebende Hauptort war Kyrrhos.

## Geographie
Die Landschaft begann ein Stück östlich des Nurgebirges und reichte bis an den Euphrat. Im Norden grenzte die Landschaft Kommagene an. Die Grenze im Süden ist nicht mit absoluter Sicherheit festzustellen, sie verlief wohl im Bereich der antiken Städte Chalkis und Halab (heute Aleppo) und weiter im Bereich des Salzsees Sabchat al-Dschabbul.
Claudius Ptolemäus listet in seiner Geographike Hyphegesis eine Reihe von Städten der Kyrrhestike. Nicht alle davon sind heute lokalisiert, mit einiger Sicherheit zugeordnet werden können vor allem diejenigen, die auch in der Tabula Peutingeriana (im folgenden „TP“) verzeichnet sind. Im Binnenland der Kyrrhestike nennt Ptolemäus: Ariseria (TP: Ad Serta, heute Kaşyolu, Landkreis Oğuzeli, Türkei), Regias (TP: Regias; heute vielleicht Yananköy bei Kilis, Türkei), Rouba (oder Bouba), Herakleia, Niara (heute Nayara, Syrien), Hierapolis (Hierapolis Bambyke, heute Manbidsch, Syrien), Kyrrhos (heute Nebi Huri, Syrien), Beroia (heute Aleppo, Syrien), Baina (TP: Batnai; heute Suruç, Türkei) und Paphara (vermutlich identisch mit dem im Folgenden genannten Arimara sowie dem Ort Apammari in der TP). Als Städte am Euphrat nennt Claudius Ptolemäus: Ourima (auch Antiocheia am Euphrat, heute Horum Höyük, Türkei), Aroudis (TP: Arulis, vielleicht identisch mit dem vorigen Ort), Zeugma (heute Belkis, Türkei), Europos (Karkemiš, Türkei), Kaikilia (TP: Caeciliana), Bethammaria (oder Bethamania; TP: Bet(am)mali, vermutlich Qalʿat Nadschm, Syrien), Gerrhe (TP: Serre, heute in Syrien), Arimara (TP: Apammari) und Eragiza (heute Tell el-Hajj, Syrien).

## Historische Entwicklung

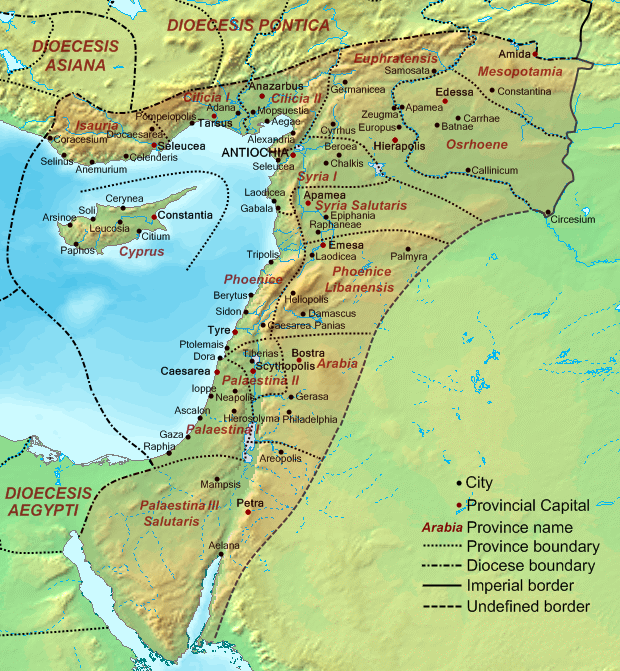
Karte der Dioecesis Orientis um das Jahr 400 n. Chr.; die Kyrrhestike war zwischen den Provinzen Syria I und Euphratensis geteilt.

Die älteste heute bekannte Erwähnung der Kyrrhestike stammt aus Plutarchs Biographie des Demetrios I. Poliorketes. Der makedonische Feldherr hatte im Zuge der Diadochenkriege mit seinen Truppen das Nurgebirge überquert und wurde in der Kyrrhestike von Seleukos I. gefangen genommen. Auf Initiative eines der frühhellenistischen Herrscher entstand wohl auch das literarisch überlieferte, berühmte Heiligtum der Athena Kyrrhestis, welches sich 20 Stadien von Herakleia entfernt befunden haben soll.
Offenbar übten die seleukidischen Herrscher in der folgenden Zeit keine besonders feste Herrschaft über die Kyrrhestike aus. Während der Regierungszeit des Königs Antiochos III. kam es zu einem militärischen Aufstand von 6000 Kyrrhesten, der mit großer Gewalt niedergeschlagen wurde. Spätestens zur Zeit Antiochos' VIII. hatte sich offenbar eine lokale Dynastie rund um einen gewissen Herakleon von Beroia etabliert, die bei einem Angriff der Parther im Jahr 92 v. Chr. eigenständig Widerstand leistete. Auch nach Einrichtung der römischen Provinz Syria im Jahr 63 v. Chr. scheinen sich lokale Machthaber in der Kyrrhestike noch einige Zeit behauptet haben zu können. Überliefert ist ein Dynast namens Channaios, der nach der Schlacht am Mons Gindarus (38 v. Chr.) von den Römern unter dem Vorwand des Verrats abgesetzt wurde.
Nach der Teilung der Provinz Syria durch Septimius Severus im Jahr 194 n. Chr. gehörte die Kyrrhestike zur Provinz Syria Coele. Bei den weiteren Provinzteilungen der Spätantike wurde die Landschaft administrativ geteilt. Ihr Nordteil mit der namensgebenden Stadt Kyrrhos wurde der um die Mitte des vierten Jahrhunderts geschaffenen Provinz Augusta Euphratensis zugeschlagen, der fruchtbare Süden verblieb bei Syria Coele. Bald nach dem Jahr 400 wurde auch diese Provinz erneut geteilt und umbenannt, wobei der Südteil der Kyrrhestike nun auf dem Gebiet der Provinz Syria Prima lag. Anscheinend wurde in dieser Zeit vorrangig jener Südteil als Kyrrhestike bezeichnet, obwohl die namensgebende Stadt administrativ nicht mehr hier lag. Alle genannten Provinzen gehörten in der Spätantike zur Dioecesis Orientis.
Nach der arabischen Eroberung des vorderen Orients im siebenten Jahrhundert (vgl. Islamische Expansion) trat eine Gliederung in Militärbezirke an die Stelle der römischen Provinzeinteilung, wobei die Kyrrhestike zum Bezirk von Quinnasrin (so der zeitgenössische Name der Stadt Chalkis) gehörte. Der Name „Kyrrhestike“ lebte in syrischsprachigen Quellen in Varianten wie Qurustaja aber noch bis ins 13. Jahrhundert fort.